# Huchenneville

Huchenneville este o comună în departamentul Somme, Franța. În 1 ianuarie 2022 avea o populație de 681 de locuitori.